# Astragalus gaubae
Astragalus gaubae är en ärtväxtart som beskrevs av Joseph Friedrich Nicolaus Bornmüller. Astragalus gaubae ingår i släktet vedlar, och familjen ärtväxter. Inga underarter finns listade i Catalogue of Life.